# Movimiento helicoidal

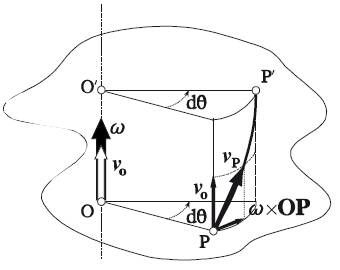
Figura 1.

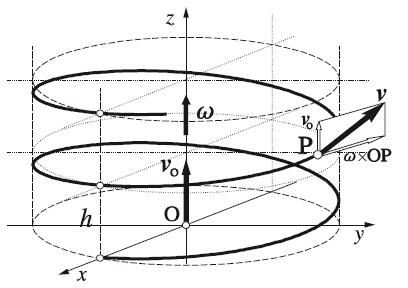
Figura 2.

El movimiento helicoidal es un movimiento rototraslatorio que resulta de un movimiento de rotación en torno a un eje dado con un movimiento de traslación a lo largo de ese mismo eje; el resultado es un movimiento helicoidal. En estas condiciones, el eje citado recibe el nombre de eje instantáneo de rotación y deslizamiento de la partícula.
Sean vO la velocidad de traslación y ω la velocidad angular de rotación del sólido rígido. La velocidad de la partícula situada en un punto P, que no está situado sobre el eje de rotación (Figura 1), viene dado por
{\displaystyle v_{P}=v_{0}+\omega \times {\overrightarrow {OP}}\qquad [1]}
Como el vector {\displaystyle \mathbf {\omega } \times {\overrightarrow {\text{OP}}}} resulta ser perpendicular a {\displaystyle \omega } y, por lo tanto, a {\displaystyle v_{0}}, la velocidad del punto P es la suma de dos vectores perpendiculares entre sí; el {\displaystyle v_{0}}, paralelo al eje y el
{\displaystyle \mathbf {\omega } \times {\overrightarrow {\text{OP}}}}, asociado a la rotación, perpendicular al eje y que depende de la posición del punto P con respecto a dicho eje.
Si tanto {\displaystyle v_{0}}, como {\displaystyle \omega } son independientes del tiempo (traslación y rotación uniformes), el punto P describe una trayectoria que es una curva alabeada llamada hélice (Figura 2), cuyo eje es la recta soporte de {\displaystyle \omega }, y el movimiento del sólido se llama helicoidal uniforme.
El paso de la hélice estará dado por:
{\displaystyle h=v_{0}T=2\pi {v_{0} \over \omega }\qquad [2]}
Obsérvese que en el movimiento helicoidal el eje actúa como eje de rotación y deslizamiento, ya que la partícula, al tiempo que gira en torno al eje se traslada o desliza a lo largo del mismo. Si son {\displaystyle v=v(t)}  y {\displaystyle \omega =\omega (t)} (i.e., funciones del tiempo), el movimiento sigue siendo helicoidal, pero tanto el eje de rotación y deslizamiento como el paso de la hélice variarán en el transcurso del tiempo.

## Análisis cartesiano
Considerando un sistema cartesiano tridimensional de ejes xyz, donde una partícula gira alrededor del eje z a una distancia del eje R,con velocidad angular constante: {\displaystyle \omega } y se traslada simultáneamente paralelamente al eje z con velocidad lineal constante: {\displaystyle v_{0}}, el movimiento resultante de esta combinación de movimientos es una hélice.
La posición P de la partícula para un instante t dado será:
{\displaystyle P_{x}=R\sin(\omega t)}
{\displaystyle P_{y}=R\cos(\omega t)}
{\displaystyle P_{z}=v_{0}t}
La velocidad de la partícula: V, para un instante dado: t, será:
{\displaystyle V_{x}=R\omega \cos(\omega t)}
{\displaystyle V_{y}=-R\omega \sin(\omega t)}
{\displaystyle V_{z}=v_{0}}
Y la aceleración de la partícula: a, para un instante dado: t, será:
{\displaystyle a_{x}=-R\omega ^{2}\sin(\omega t)}
{\displaystyle a_{y}=-R\omega ^{2}\cos(\omega t)}
{\displaystyle a_{z}=0}
Podemos ver que la aceleración no tiene componente en el sentido de las z y que tiene sentido negativo para x e y, indicando que su sentido es hacia el interior y su módulo es el de aceleración centrípeta.